# 362. Infanterie-Division (Wehrmacht)
La 362. Infanterie-Division fu una divisione dell'esercito tedesco attiva durante la seconda guerra mondiale che venne creata nel 1943 e fu schierata in Italia dove fu fatta prigioniera dagli alleati nel maggio 1945.

## Storia
La divisione fu costituita il 15 novembre 1943, nel Nord Italia nell'area tra Rimini, Ravenna e Forlì dal personale della disciolta 268. Infanterie-Division; assunse il controllo della sezione di difesa costiera tra Riccione e la foce del Tagliamento. Dal 27 gennaio 1944 fu schierata con compiti di difesa costiera sul Mar Tirreno a nord del Tevere. Dalla metà di febbraio si susseguirono diverse battaglie offensive e difensive sulla testa di ponte di Nettuno presso Cisterna.
Tra il 23 maggio e il 10 giugno 1944 la divisione prese parte a diverse battaglie difensive e di ritirata sui Monti Albani, vicino a Roma e lungo la Via Cassia a est del lago di Bolsena; fu poi rinfrescata nel zona di Siena, infatti furono incorporati i resti della 92. Infanterie-Division. Dall'agosto del 1944 difese il tratto tra Empoli e Signa, combattendo poi a Pistoia e Firenzuola e contro i partigiani nella zona di Monte La Fine e sul Passo della Futa. Diversi membri della divisione furono coinvolti in crimini di guerra in Toscana ed Emilia-Romagna durante le operazioni antipartigiane dal giugno all'ottobre 1944, in particolare nell'operazione antipartigiana a Monte Sole, presso Bologna tra il 29 settembre e il 5 ottobre 1944, meglio nota come strage di Marzabotto. Il IV Battaglione del Grenadier-Regiment 1059 fu coinvolto nell'attacco alla frazione Quercia del Comune di Marzabotto del 29 settembre 1944, nel quale morirono 17 civili, tra cui donne e bambini. 
L'8 novembre 1944 la divisione fu sostituita dalla 42. Jäger-Division e poi rinfrescata nel bolognese. Dal gennaio 1945 la divisione combatté sul Senio presso Lugo e Fusignano e nel mese di aprile si ritirò attraverso il Senio, il Po, l'Adige e il Brenta, fino ad arrivare nella zona di Belluno, ai piedi delle Alpi, dove si arrese il 2 maggio 1945.

## Ordine di battaglia
362. Infanterie-Division 1943
- Grenadier-Regiment 954
- Grenadier-Regiment 955
- Grenadier-Regiment 956
- Divisions-Füsilier-Bataillon 362
- Artillerie-Regiment 362
- Pionier-Bataillon 362
- Feldersatz-Bataillon 362
- Panzerjäger-Kompanie 362
- Divisions-Nachrichten-Abteilung
- Divisions-Nachschubführer 362

362. Infanterie-Division 1944
- Grenadier-Regiment 956
- Grenadier-Regiment 1059
- Grenadier-Regiment 1060
- Divisions-Füsilier-Bataillon 362
- Artillerie-Regiment 362
- Pionier-Bataillon 362
- Feldersatz-Bataillon 362
- Panzerjäger-Abteilung 362
- Divisions-Nachrichten-Abteilung
- Divisions-Nachschubführer 362

## Decorazioni
Alcuni soldati della 362. Infanterie-division furono premiati per le loro azioni in guerra:
- Croce Tedesca
  - in oro: 3

## Comandanti
- Generalleutnant Heinrich Greiner (novembre 1943 - 1º gennaio 1945)
- Generalmajor Max Reinwald (1º gennaio 1945 - febbraio 1945)
- Generalmajor Alois Weber (febbraio 1945 - 2 maggio 1945)[1]